# Lawrence Renes
Lawrence Renes, född 1970 är en holländsk dirigent. Renes var chefsdirigent för Bremens filharmoniorkester 2002-2006. Under åren 2012-2017 var han chefsdirigent vid Kungliga Hovkapellet där han dirigerade Tosca, Valkyrian, La Bohème, Trubaduren och Peter Grimes. 
Renes är även känd för sina tolkningar av nutida musik, däribland nyskrivna operor av Robin de Raaff.